# Френк Дајсон
Сер Френк Вотсон Дајсон (енгл. Sir Frank Watson Dyson; Мишам, 8. јануар 1868 – на мору, 25. мај 1939) је био енглески астроном и Краљевски астроном који је данас запамћен по увођењу временских сигнала из Гринича у Енглеској, и по улози коју је играо у доказивању Ајнштајнове опште теорије релативитета.

## Биографија
Дајсон је рођен у Мишаму, округ Лестершир, као син свештеника Вотсона Дајсона, али се брзо преселио у Јоркшир, где је похађао гимназију Хит у Халифаксу, те је постепено добио и стипендије за Бредфорд гимназију, а касније и Тринити колеџ у Кембриџу, где је студирао математику и астрономију.
Године 1894. му је додељено место старијег асистента при Гриничкој опсерваторији, и радио је на астрографском каталогу, који је објављен 1905. године.
Постао је Краљевски астроном Шкотске 1905. године, све до 1910. године, када је постао Краљевски астроном и директор Гриничке опсерваторије, на којим положајима је и остао све до 1933. године. Године 1928. је представио опсерваторији нови бесклатни сат, најтачнији сат који је у то време био доступан, те је организовао сталне бежичне трансмисије из станице у Рагбију. Такође је 1924. године увео и дистрибуцију гриничких временских сигнала путем Би-Би-Си-ја. Неколико година је био и председник Британског хоролошког института, и добитник је њихове Златне медаље 1928. године.
Дајсон је врло важан због своје студије о сунчевим помрачењима, и био је велики ауторитет што се тиче спектра короне и атмосфере. Приписује му се заслуга за организовање опсервацијских експедиција при којима је посматрано помрачење сунца у Бразилу и са Принципа 1919. године, из којих је касније потврђена Ајнштајнова теорија о утицају гравитације на светлост.
Дајсон је преминуо на путу из Аустралије ка Енглеској 1939. године, те је сахрањен на мору. Био је ожењен Каролином Бисет Бест, ћерком Палемона Беста, са којом је имао два сина и шест кћери.

## Почасти и награде
- Члан Краљевског друштва – 1901
- Председник Краљевског астрономског друштва – 1911–1913
- Потпредседник Краљевског друштва – 1913–1915
- Постао витез – 1915
- Председник Британске астрономске асоцијације, 1916–1918
- Краљевска медаља Краљевског друштва – 1921
- Брус медаља Астрономског друштва Пацифика – 1922
- Златна медаља Краљевског астрономског друштва – 1925
- Витешки ред Британске Империје – 1926
- Златна медаља Британског хоролошког друштва – 1928
- Председник Интернационалне астрономске уније – 1928–1932
- Између 1894–1906, Дајсон је живео у улици Ванбру Хил број 6 у Лондону, у кући која је данас обележена плавом плакетом.
- Кратер Дајсон на Месецу је назван по њему, као и астероид 1241 Дајсона.